# Clifford Heap
Clifford Heap (14 tháng 2 năm 1906 – 1984) là một cầu thủ bóng đá người Anh từng thi đấu ở vị trí hậu vệ tại Football League cho Burnley, Thames và Accrington Stanley.